# راي كيلوغ
راي كيلوغ (بالإنجليزية: Ray Kellogg)‏ هو منتج أفلام ومخرج أمريكي، ولد في 15 نوفمبر 1905 في آيوا في الولايات المتحدة، وتوفي في 5 يوليو 1976 في أونتاريو في الولايات المتحدة بسبب سرطان.

## وصلات خارجية
- راي كيلوغ على موقع IMDb (الإنجليزية)
- راي كيلوغ على موقع ألو سيني (الفرنسية)
- راي كيلوغ على موقع أول موفي (الإنجليزية)
- راي كيلوغ على موقع قاعدة بيانات الأفلام السويدية (السويدية)
- راي كيلوغ على موقع قاعدة بيانات الفيلم (الإنجليزية)
- راي كيلوغ على موقع كينوبويسك (الروسية)